# Fritz Westheider
Fritz Westheider (* 30. November 1909 in Kiel; † 10. August 1999 ebenda) war ein deutscher Feldhandballspieler und Handballtrainer.

## Werdegang

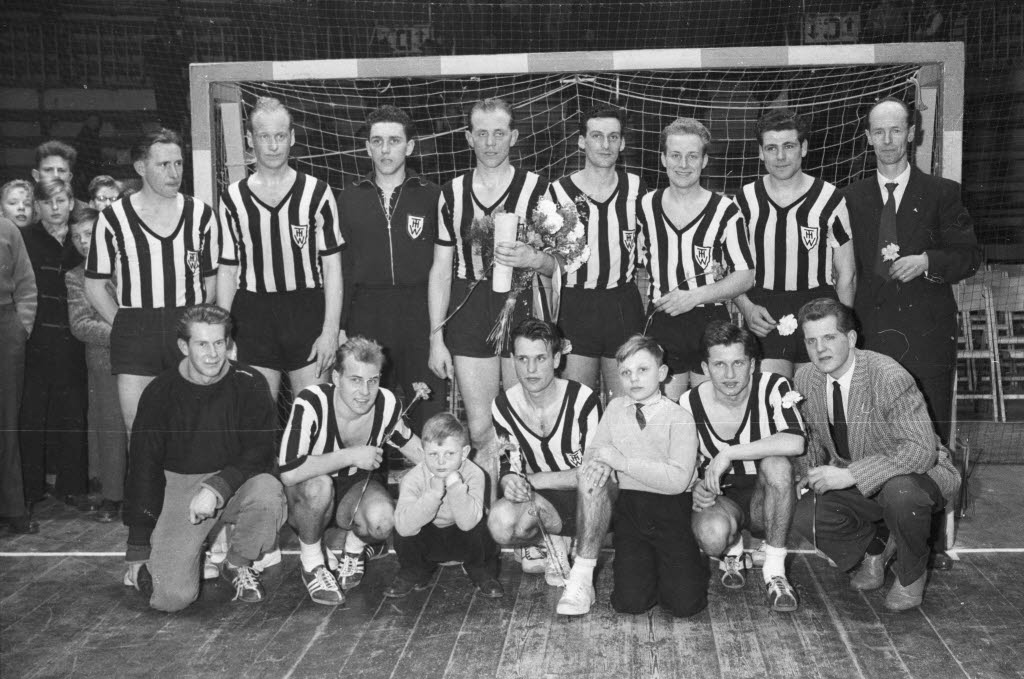
Fritz Westheider (hintere Reihe rechts) mit der Mannschaft des THW Kiel nach dem Gewinn der deutschen Meisterschaft 1957

Fritz Westheider wuchs im Kieler Stadtteil Hassee auf. Mit dem Handball begann er im Alter von 14 Jahren, nachdem er zuvor Fußball gespielt hatte. Ab 1926 spielte er beim THW Kiel, zunächst als Torwart, wobei er auf dieser Position allerdings kaum eingesetzt wurde, ab 1928 dann als Feldspieler. 1929 begann er das Trainerhandwerk bei Otto Günther Kaundinya zu erlernen, und war ab 1930 Spielertrainer der ersten Männermannschaft des THW. 1950 beendete er seine Spielerkarriere, acht Jahre später dann auch die als Trainer. In dieser Zeit gewann er mit dem THW Kiel drei deutsche Meisterschaften, 1948 und 1950 auf dem Großfeld sowie 1957 in der Halle. Ab 1954 war er zudem Lehrwart des Handballverbandes Schleswig-Holstein und ab 1959 auch beim Deutschen Handballbund.
Fritz Westheider war der erste Nationalspieler des THW, sein Länderspieldebüt gab er am 5. Juni 1937 in Kopenhagen gegen Dänemark als Linksaußen.
Neben dem Handball war Westheider ein begabter Leichtathlet, er hielt mehrere Vereinsrekorde u. a. im Fünfkampf und Speerwurf.

## Ehrungen
1950 wurde Fritz Westheider mit dem Silbernen Lorbeerblatt geehrt. 1964 erhielt er die Sportplakette des Landes Schleswig-Holstein.